# Новодаровка
Новодаровка (укр. Новодарівка) — село в Малиновской сельской общине Пологовского района Запорожской области Украины.

## Общие сведения
Население по переписи 2001 года составляло 51 человек. Почтовый индекс — 70241. Телефонный код — 06145.

## Географическое положение
Село Новодаровка находится в 2-х км от села Новополь Донецкой области и в 5-ти км от села Приютное. По селу протекает пересыхающий ручей с запрудой.

## История
12 июня 2020 года, в соответствии с Распоряжением Кабинета Министров Украины от № 713-р «Об определении административных центров и утверждении территорий территориальных общин Запорожской области», село вошло в состав Малиновской сельской общины.
17 июля 2020, в результате административно-территориальной реформы и ликвидации Гуляйпольского района, село вошло в состав Пологовского района.
В марте 2022 года село во время российского вторжения в Украину было захвачено ВС РФ. 4 июня 2023 во время оборонной операции совместными действиями механизированного подразделения и сводным подразделением Запорожской отдельной бригады территориальной обороны село Новодаровка было освобождено от российских войск.
Во время полномасштабного вторжения в Украину, российские войска уничтожили село до основания.
11 июня 2023 года, в ходе украинского контрнаступления на Таврическом направлении, российские войска взорвали дамбу в районе поселка, что привело к затоплению вдоль берегов реки Мокрые Ялы.
20 мая 2025 года ВС РФ оккупировали село.